# Caja Rural-Seguros RGA/2023
Deze pagina geeft een overzicht van de Caja Rural-Seguros RGA-wielerploeg in 2023.

## Algemene gegevens
Teammanager: Juan Manuel Hernandez Esquisabel
Ploegleiders: Aritz Bagües
Fietsmerk:

## Renners
| Naam                     | Geboortedatum | Nationaliteit       | Ploeg 2022                            |
| ------------------------ | ------------- | ------------------- | ------------------------------------- |
| Julen Amezqueta          | 12-08-1993    | Spanje              |                                       |
| Orluis Aular             | 05-11-1996    | Venezuela           |                                       |
| Daniel Babor             | 22-10-1999    | Tsjechië            | Elkov-Kasper                          |
| Abel Balderstone         | 07-07-2000    | Spanje              | Equipo Amateur Caja Rural-Seguros RGA |
| Fernando Barceló         | 06-01-1996    | Spanje              |                                       |
| Jon Barrenetxea          | 20-04-2000    | Spanje              |                                       |
| Tomáš Bárta              | 28-04-1999    | Tsjechië            | ATT Investments                       |
| Jefferson Alveiro Cepeda | 02-03-1996    | Ecuador             |                                       |
| Josu Etxeberria          | 09-09-2000    | Spanje              |                                       |
| Jhojan García            | 10-01-1998    | Colombia            |                                       |
| David González           | 21-02-1996    | Spanje              |                                       |
| Mulu Kinfe Hailemichael  | 12-06-1999    | Ethiopië            | Equipo Amateur Caja Rural-Seguros RGA |
| Calum Johnston           | 01-11-1998    | Verenigd Koninkrijk |                                       |
| Iúri Leitão              | 03-07-1998    | Portugal            |                                       |
| Joseba López             | 05-03-2000    | Spanje              | Equipo Amateur Caja Rural-Seguros RGA |
| Sergio Roman Martín      | 13-12-1996    | Spanje              |                                       |
| Jokin Murguialday        | 19-03-2000    | Spanje              |                                       |
| Joel Nicolau             | 23-12-1997    | Spanje              |                                       |
| Yesid Albeiro Pira       | 28-06-1999    | Colombia            |                                       |
| Eduard Prades            | 09-08-1987    | Spanje              |                                       |
| Michal Schlegel          | 31-05-1995    | Tsjechië            |                                       |
| Gorka Sorarrain*         | 21-05-1996    | Spanje              | BAI - Sicasal - Petro de Luanda       |

*vanaf 31/7

### Stagiairs
Per 1 augustus 2023
| Naam                   | Geboortedatum | Nationaliteit | Vorige ploeg      |
| ---------------------- | ------------- | ------------- | ----------------- |
| Jaume Guardeño         | 20-02-20023   | Spanje        | Caja Rural - Alea |
| Javier Ibañez          | 29-11-2001    | Spanje        | Caja Rural - Alea |
| Guillermo Thomas Silva | 30-12-2001    | Uruguay       | Caja Rural - Alea |

### Vertrokken
| Naam                | Geboortedatum | Nationaliteit | Ploeg 2023 |
| ------------------- | ------------- | ------------- | ---------- |
| Aritz Bagües        | 19-08-1989    | Spanje        | gestopt    |
| Juan Fernando Calle | 18-07-1999    | Colombia      | ?          |
| Álvaro Cuadros      | 12-04-1995    | Spanje        | Gestopt    |
| Jonathan Lastra     | 03-06-1993    | Spanje        | Cofidis    |
| Mikel Nieve         | 26-03-1984    | Spanje        | Gestopt    |

## Overwinningen
| Centraal-Amerikaanse en Caraïbische Spelen, wegwedstrijd:Orluis Aular Clássica da Arrábida Orluis Aular Ronde van Alentejo Eindklassement: Orluis Aular Puntenklassement: Orluis Aular Ronde van het Baskenland Bergklassement Jon Barrenetxea Ronde van Griekenland 3e etappe: Iúri Leitão Eindklassement: Iúri Leitão Puntenklassement: Iúri Leitão Ronde van Cova da Beira 1e etappe b: Iúri Leitão 3e etappe: Iúri Leitão Ronde van Noorwegen Bergklassement: Joel Nicolau | Trofeo Joaquim Agostinho 1e etappe: David González Ronde van Portugal 4e etappe Daniel Babor Puntenklassement: Daniel Babor Jongerenklassement: Jaume Guardeño Ronde van Langkawi 4e etappe: Daniel Babor CRO Race 2e etappe: Iúri Leitão 5e etappe: Orluis Aular Eindklassement: Orluis Aular |  |

Bingoal Pauwels Sauces WB · Bolton Equities Black Spoke · Burgos-BH · Caja Rural-Seguros RGA · EOLO-Kometa · Equipo Kern Pharma · Euskaltel-Euskadi · Green Project-Bardiani-CSF-Faizanè  · Human Powered Health · Israel-Premier Tech · Lotto-Dstny · Q36.5 Pro Cycling Team · Team Corratec · Team Flanders-Baloise · Team Novo Nordisk · Team TotalEnergies · Tudor Pro Cycling Team · Uno-X Pro Cycling Team
2010 · 2011 · 2012 · 2013 · 2014 · 2015 · 2016· 2017· 2018· 2019 · 2020· 2021· 2022 · 2023 · 2024 · 2025